# Ребека Фергусон (глумица)
Ребека Луиза Фергусон Сундтрем (швед. Rebecca Louisa Ferguson Sundström; Стокхолм, 19. октобар 1983) шведска је глумица. Каријеру је започела у шведској сапуници Nya tider (1999—2000), те слешер филму Духови прошлости (2004). Дошла је до међународног изражаја улогом Елизабете Вудвил у британској телевизијској мини-серији Бела краљица (2013), док је касније била номинована за Златни глобус за најбољу глумицу у мини-серији или ТВ филму.
Глумила је агента -а Илсу Фауст у шпијунском филму Немогућа мисија: Отпадничка нација (2015) и његовим наставцима, Немогућа мисија: Разилажење (2018) и Немогућа мисија: Одмазда — Први део (2023). Такође је глумила Јени Линд у мјузиклу Величанствени шоумен и научнофантастичном хорор филму Траг живота  (оба из 2017), хорор филму Доктор Сан (2019), као и споредну улогу у драмедији Флоренс (2016), мистерији-трилеру Девојка из воза (2016) и научнофантастичном филму Људи у црном: Глобална претња (2019).

## Филмографија
| Година | Српски наслов                       | Изворни наслов | Улога                | Напомене                  |
| ------ | ----------------------------------- | -------------- | -------------------- | ------------------------- |
| 2004.  | Духови прошлости                    |                | Аманда               |                           |
| 2010.  | Н/Д                                 |                | особље за кућну негу | кратки филм               |
| 2010.  | Н/Д                                 |                | Линда                | кратки филм               |
| 2011.  | Н/Д                                 |                | жена                 | кратки филм               |
| 2011.  | Н/Д                                 |                | Марија               |                           |
| 2013.  | Н/Д                                 |                | Линда                |                           |
| 2014.  | Херкул                              |                | Ергенија             |                           |
| 2015.  | Немогућа мисија: Отпадничка нација  |                | Илса Фауст           |                           |
| 2016.  | Упркос снегу који пада              |                | Катја / Лорен        |                           |
| 2016.  | Флоренс                             |                | Кетлин Ведерли       |                           |
| 2016.  | Девојка из воза                     |                | Ана Вотсон           |                           |
| 2017.  | Величанствени шоумен                |                | Јени Линд            |                           |
| 2017.  | Траг живота                         |                | Миранда Норт         |                           |
| 2017.  | Снешко                              |                | Кетрин Брат          |                           |
| 2018.  | Н/Д                                 |                | мајка                | кратки филм               |
| 2018.  | Немогућа мисија: Разилажење         |                | Илса Фауст           |                           |
| 2019.  | Доктор Сан                          |                | Шешир Роуз           |                           |
| 2019.  | Дечак који ће бити краљ             |                | Моргана              |                           |
| 2019.  | Људи у црном: Глобална претња       |                | Риза Ставрос         |                           |
| 2020.  | Н/Д                                 |                | Џени Сорсен          | филм из 2008. издат 2020. |
| 2021.  | Сећања                              |                | Меј                  |                           |
| 2021.  | Дина                                |                | госпа Џесика Атреид  |                           |
| 2023.  | Немогућа мисија: Одмазда — Први део |                | Илса Фауст           |                           |
| 2024.  | Дина: Други део                     |                | госпа Џесика Атреид  |                           |

| Година     | Српски наслов | Изворни наслов | Улога            | Напомене                   |
| ---------- | ------------- | -------------- | ---------------- | -------------------------- |
| 1999—2000. | Н/Д           |                | Ана Грипенхелм   | 54 епизоде                 |
| 2002.      | Н/Д           |                | Криси Ериксон    | епизода: „#1.5”            |
| 2008.      | Н/Д           |                | Луиза Фредман    | епизода: „”                |
| 2013.      | Н/Д           |                | Јасмин Ларсон    | епизода: „”                |
| 2013.      | Бела краљица  |                | Елизабета Вудвил | главна улога (мини-серија) |
| 2013.      | Н/Д           |                | Оливија Боргез   | телевизијски филм          |
| 2014.      | Н/Д           |                | Дина             | главна улога (мини-серија) |
| 2021.      | Н/Д           |                | Џулијет          | главна улога               |